# Eriocottidae
De Eriocottidae zijn een familie van vlinders in de superfamilie Tineoidea. De familie omvat zo'n tachtig soorten, verdeeld over tien geslachten in twee onderfamilies. De soorten uit deze familie komen vooral in de Oude Wereld voor. Het typegeslacht van de familie is Eriocottis.

## Onderfamilies
- Compsocteninae Dierl, 1970
- Eriocottinae Spuler, 1898